# Hondainville
Hondainville är en kommun i departementet Oise i regionen Hauts-de-France i norra Frankrike. Kommunen ligger i kantonen Mouy som tillhör arrondissementet Clermont. År 2022 hade Hondainville 715 invånare.

## Befolkningsutveckling
Antalet invånare i kommunen Hondainville
| Referens: INSEE |